# Warcisław IV
Warcisław IV (ur. w okr. 11–27 maja 1291, zm. 31 lipca/1 sierpnia 1326 w Strzałowie) – książę wołogoski, słupsko-sławieński i rugijski, syn Bogusława IV i Małgorzaty, córki księcia Rugii Wisława II.

## Życiorys
W 1309 odziedziczył po ojcu księstwo wołogoskie, gdzie dwa lata wcześniej był współrządcą, a od 1302 uczestniczył przy czynnościach prawnych Bogusława IV. Swoją siedzibę miał w (pom.) Tąglimiu (dziś: Anklam), a następnie w Białogardzie. W 1310 założył miasto Nowy Szczecin, nazywane w późniejszym czasie Neustettin a po wojnie do dziś: Szczecinek). Około 1316 został księciem słupsko-sławieńskim, a po wygaśnięciu dynastii książąt rugijskich został obwołany księciem na Rugii (1325).
W 1317 Krzyżacy przekazali księciu terytoria Sławna i Słupska. W 1321 podarował ziemię lęborsko-bytowską swojemu marszałkowi Henningowi Behr.
Pod koniec pierwszego dwudziestolecia XIV w. doszło do buntu stanów księstwa szczecińskiego przeciw księciu Ottonowi I, które na mocy układu podziałowego księstwa z 1295 zdecydowały się przejść pod jurysdykcję Warcisława IV. Uczyniono go opiekunem małoletniego Barnima III (1319).
Włączył się do walk o ziemię lubuską, barnimską i Marchię Wkrzańską w 1319, zajmując ziemię lubuską jeszcze w tym samym roku. W lipcu 1320 zawarł we Frankfurcie sojusz z piastowskim księciem Henrykiem I jaworskim, wymierzony przeciwko książętom Meklemburgii i Saksonii-Wittenbergi. Jego sojusznikami były także księstwo szczecińskie, księstwo rugijskie, biskupstwo kamieńskie i Dania. W sierpniu 1320 wsparty siłami jaworskimi wkroczył do Marchii Wkrzańskiej, w której mimo początkowych sukcesów, poniósł porażkę, definitywnie ją tracąc. W 1322 wziął udział w kolejnej kampanii przeciwko Meklemburgii, najeżdżając jej ziemie. Wobec włączenia się bawarskich Wittelsbachów z królem Ludwikiem IV Bawarskim do sporu, Warcisław IV zawarł w 1323 pokój z Sasami i Meklemburczykami. Uzyskał też nowego sprzymierzeńca w papieżu Janie XXII. 18 czerwca 1325 wraz z Ottonem I i jego synem Barnimem III zawarł przymierze z polskim królem Władysławem Łokietkiem przeciw Marchii Brandenburskiej i zakonowi krzyżackiemu. Do 1326 utracił zdobycze w ziemi lubuskiej. W tym też roku udał się do Stralsundu, aby uczestniczyć w negocjacjach dotyczących sukcesji po księstwie rugijskim. Tam poważnie zachorował. Przeczuwając nadchodzącą śmierć, wezwał do siebie żonę i najstarszego syna, którzy przebywali wówczas w Ognicy koło Wolina. Książę zmarł jednak przed ich przybyciem, w nocy z 31 lipca na 1 sierpnia, w sile wieku. Pochowano go wedle jego woli w katedrze kamieńskiej przed wielkim ołtarzem. Po jego śmierci, wobec małoletniości jego spadkobiercy, rządy opiekuńcze objęła jego żona Elżbieta. Jej konsens i pieczęć zawiera akt przymierza z Polską wydany w 1343.

## Rodzina
Jego żoną od 11 kwietnia 1316?, bądź przed 1317 była Elżbieta, córka Bolka I Surowego. Według E. Rymara i R. Klempina była córką Hermana III Długiego, margrabiego brandenburskiego na Salzwedel i hrabiego Koburga oraz Anny Habsburżanki (ottońska linia dynastii askańskiej). Ze związku małżeńskiego miał trzech synów: 
- Bogusława V (Wielkiego) (ur. w okr. 1317–1318, zm. między 3 lutego a 24 kwietnia 1374) – księcia wołogosko-rugijskiego i słupskiego,
- Barnima IV Dobrego (ur. w okr. 1319–1320, zm. 22 sierpnia 1365) – księcia wołogosko-rugijskiego,
- Warcisława V (ur. ok. lub zap. 1 listopada 1326, zm. między 18 października a 31 grudnia 1390) – pogrobowca, księcia wołogosko-rugijskiego oraz szczecineckiego[19].

### Genealogia
| Barnim I Dobry ur. zap. ok. 1210 zm. 13 lub 14 XI 1278 | Barnim I Dobry ur. zap. ok. 1210 zm. 13 lub 14 XI 1278 |                                                 |                                                 | Małgorzata meklemburska ur. zap. 1232 zm. przed 25 V 1261 | Małgorzata meklemburska ur. zap. 1232 zm. przed 25 V 1261 |  |  | Wisław II ur. ok. 1240 zm. 29 XII 1302 | Wisław II ur. ok. 1240 zm. 29 XII 1302 |                                                                     |                                                                     | Agnieszka brunszwicka ur. ? zm. po 1302 | Agnieszka brunszwicka ur. ? zm. po 1302 |
|                                                        |                                                        |                                                 |                                                 |                                                           |                                                           |  |  |                                        |                                        |                                                                     |                                                                     |                                         |                                         |
|                                                        |                                                        |                                                 |                                                 |                                                           |                                                           |  |  |                                        |                                        |                                                                     |                                                                     |                                         |                                         |
|                                                        |                                                        | Bogusław IV ur. w okr. 1254–1255 zm. 19 II 1309 | Bogusław IV ur. w okr. 1254–1255 zm. 19 II 1309 |                                                           |                                                           |  |  |                                        |                                        | Małgorzata rugijska ur. w okr. 1265–1271 zm. po 4 XII 1315, p. 1317 | Małgorzata rugijska ur. w okr. 1265–1271 zm. po 4 XII 1315, p. 1317 |                                         |                                         |
|                                                        |                                                        |                                                 |                                                 |                                                           |                                                           |  |  |                                        |                                        |                                                                     |                                                                     |                                         |                                         |
|                                                        |                                                        |                                                 |                                                 |                                                           |                                                           |  |  |                                        |                                        |                                                                     |                                                                     |                                         |                                         |
|                                                        |                                                        |                                                 |                                                 |                                                           |                                                           |  |  |                                        |                                        |                                                                     |                                                                     |                                         |                                         |

|                                                                          |                                                                          | Elżbieta ur. w okr. ok. 1283 zm. w okr. II–III 1355 lub przed 2 II 1356 OO 11 IV 1316?, bądź przed 1317 | Elżbieta ur. w okr. ok. 1283 zm. w okr. II–III 1355 lub przed 2 II 1356 OO 11 IV 1316?, bądź przed 1317 | Warcisław IV (ur. w okr. 11–27 V 1291, zm. w okr. 31 VII–1 VIII 1326) | Warcisław IV (ur. w okr. 11–27 V 1291, zm. w okr. 31 VII–1 VIII 1326) |  |  |  |  |
|                                                                          |                                                                          | | |                                                                       |                                                                       |  |  |  |  |
|                                                                          |                                                                          | | |                                                                       |                                                                       |  |  |  |  |
|                                                                          |                                                                          | | |                                                                       |                                                                       |  |  |  |  |
| Warcisław V (Ojcze Nasz) ur. ok. lub zap. 1 XI 1326 zm. 18 X–31 XII 1390 | Warcisław V (Ojcze Nasz) ur. ok. lub zap. 1 XI 1326 zm. 18 X–31 XII 1390 | Barnim IV Dobry ur. w okr. 1319–1320 zm. 22 VIII 1365                                                   | Barnim IV Dobry ur. w okr. 1319–1320 zm. 22 VIII 1365                                                   | Bogusław V (Wielki) ur. w okr. 1317–1318 zm. w okr. 3 II–24 IV 1374   | Bogusław V (Wielki) ur. w okr. 1317–1318 zm. w okr. 3 II–24 IV 1374   |  |  |  |  |

### Opracowania
- Kazimierz Kozłowski, Jerzy Podralski, Gryfici. Książęta Pomorza Zachodniego, Szczecin: Krajowa Agencja Wydawnicza, 1985, ISBN 83-03-00530-8, OCLC 189424372. Brak numerów stron w książce
- Gustaw Malkewitz: Geschichte der Stadt Wollin in Pommern. Stettin: Pommerichen Reichspost, 1904. (niem.).
- Edward Rymar, Rodowód książąt pomorskich, Szczecin: Książnica Pomorska im. Stanisława Staszica, 2005, ISBN 83-87879-50-9, OCLC 69296056. Brak numerów stron w książce
- Schmidt R., Die Lande Lauenburg und Bütow in ihrer wechselnden Zugehörigheit zum Deutschen Orden, zu Pommern und Polen und zu Brandenburg-Preußen [w:] Willoweit D., Lemberg H. (pod red.), Reiche und Territorien in Ostmitteleuropa, Oldenbourg, München, 2006, ISBN 3-486-57839-1.
- Szymański J.W., Książęcy ród Gryfitów, Goleniów – Kielce 2006, ISBN 83-7273-224-8.

### Literatura dodatkowa (online)
- v. Bülow, Wartislav IV., Herzog von Pommern-Wolgast (niem.) [w:] NDB, ADB Deutsche Biographie (niem.), [dostęp 2012-06-17].
- Madsen U., Wartislaw IV. Herzog von Pommern-Wolgast (niem.), [dostęp 2012-06-17].